# المسيرة الخضراء (النعاعسة ازغار)
المسيرة الخضراء هو دُوَّار يقع بجماعة أزغار، إقليم سيدي سليمان، جهة الرباط سلا القنيطرة في المملكة المغربية. ينتمي الدوّار لمشيخة النعاعسة ازغار التي تضم 11 دوار. يقدر عدد سكانه بـ 372 نسمة حسب الإحصاء الرسمي للسكان والسكنى لسنة 2004.

## روابط خارجية
- البوابة الوطنية للجماعات الترابية
- المندوبية السامية للتخطيط